# Jérôme Salle

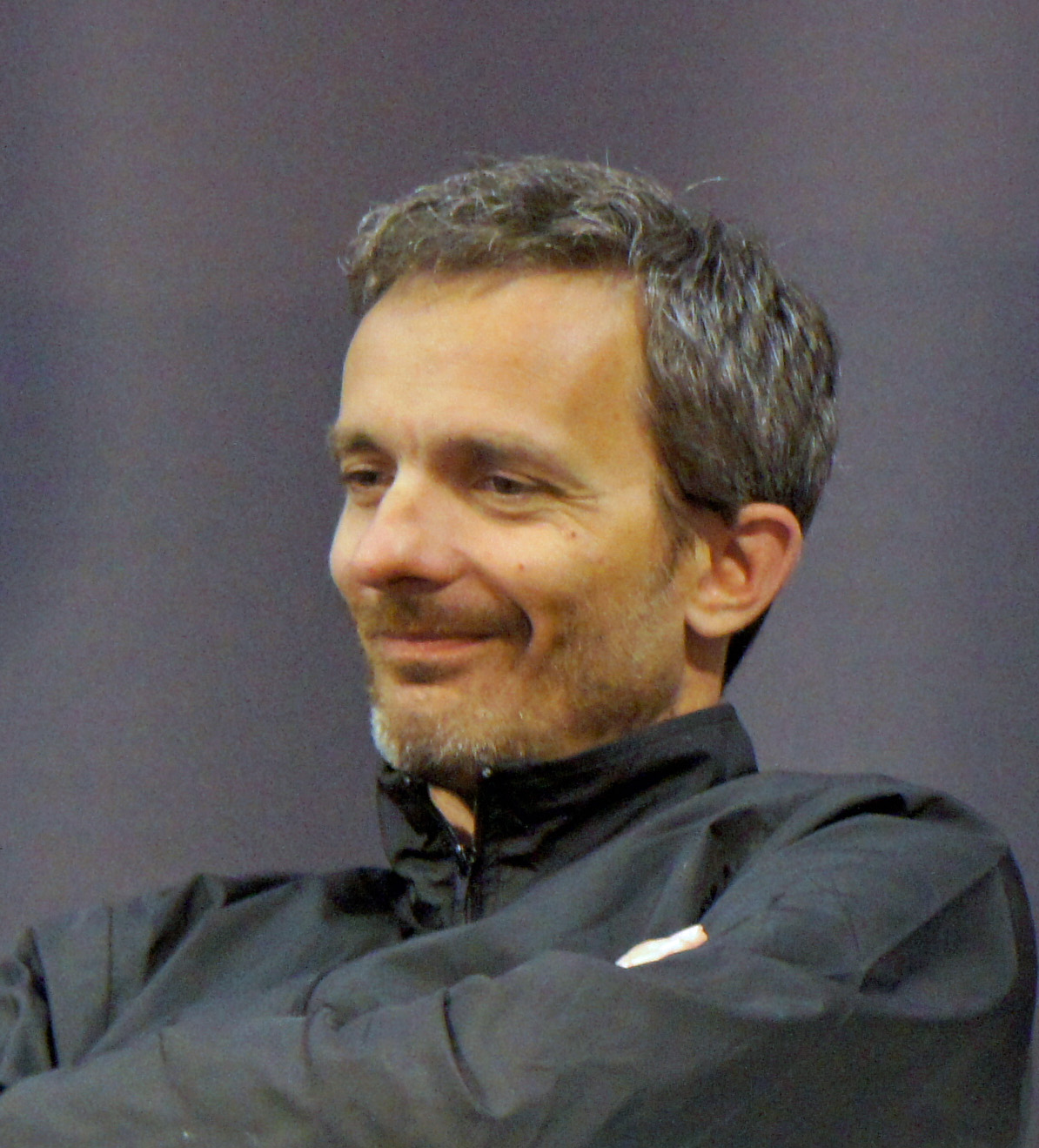
Jérôme Salle 2012

Jérôme Salle (* 1967 in Paris) ist ein französischer Filmregisseur und Drehbuchautor.

## Leben
Jérôme Salle arbeitete zunächst als Pressefotograf und Werbefilmer. Im Jahr 2000 drehte er mit Le jour de grâce seinen ersten Kurzfilm.
Sein Spielfilmdebüt gab er 2005 mit Anthony Zimmer. Der Thriller mit Sophie Marceau und Yvan Attal in den Hauptrollen wurde für einen César in der Kategorie Bestes Debüt nominiert. Florian Henckel von Donnersmarck drehte 2010 unter dem Titel The Tourist ein Remake des Films. In den Jahren darauf trat Salle als Regisseur der Comicverfilmungen Largo Winch und Largo Winch II – Die Burma Verschwörung in Erscheinung.
Im Jahr 2013 wurde sein Thriller Zulu als Abschlussfilm der 66. Filmfestspiele von Cannes ausgewählt. Der in Südafrika gedrehte Film basiert auf einem Roman von Caryl Férey. Mit Jacques – Entdecker der Ozeane setzte Salle Jacques-Yves Cousteau 2016 ein filmisches Denkmal.

## Filmografie (Auswahl)
- 1997: L’homme idéal – Drehbuch
- 2000: Le jour de grâce (Kurzfilm) – Regie, Drehbuch
- 2005: Anthony Zimmer – Regie, Drehbuch
- 2005: Duplicity – Deine Familie gehört mir (Trouble) – Drehbuch
- 2008: Largo Winch – Tödliches Erbe (Largo Winch) – Regie, Drehbuch
- 2011: Largo Winch II – Die Burma Verschwörung (Largo Winch II) – Regie, Drehbuch
- 2013: Zulu – Regie, Drehbuch
- 2016: Jacques – Entdecker der Ozeane (L’odyssée) – Regie, Drehbuch
- 2022: Kompromat – Die Macht der Lüge  – Regie, Drehbuch
- 2024: Becoming Karl Lagerfeld (Miniserie) – Regie